# Veronica oligosperma
Veronica oligosperma är en grobladsväxtart som beskrevs av Bunzo Hayata. Veronica oligosperma ingår i släktet veronikor, och familjen grobladsväxter. Inga underarter finns listade i Catalogue of Life.